# 松﨑洋子
松﨑 洋子（まつさき ようこ）は、フリーアナウンサーである。元NHKの契約キャスター。南日本放送専属フリーランスのアナウンサー。

## 人物
大学卒業後、2012年4月にNHK富山放送局の契約キャスターとして採用され、2014年度まで主にスポーツキャスターを担当した。
2015年4月にNHK広島放送局へ異動後、平日夕方のローカルニュース番組『お好みワイドひろしま』のキャスター（隔週）を2年間担当した。
2017年4月にNHK福岡放送局へ異動後、朝のローカルニュース番組などを経て、平日夕方のローカルニュース番組『ロクいち!福岡』のキャスターを3年間担当した。
活動の拠点を東京に移し、2021年度は『NHK BSニュース』のキャスターなどを担当した。
NHKでの活動終了後、拠点を再び九州に移し、JNN・TBSテレビ系列の南日本放送で、2022年10月3日より、平日夕方ローカルニュース番組『MBCニューズナウ』のキャスターを担当している。

## 嗜好・挿話
- 趣味は、スポーツ観戦、立ち飲み、ひとり旅。
- 好きな言葉は、「継続は力なり」。
- 福岡ソフトバンクホークスのファンである。

## 現在の出演番組
- MBCニューズナウ（南日本放送、2022年10月3日 - 、月曜 - 水曜キャスター・2023年3月3日までは水曜 - 金曜キャスター。2023年6月30日までは月曜 - 金曜キャスター。2023年9月29日までは月曜 - 木曜キャスター。2023年10月2日 -、月曜 - 水曜キャスター）[1]
- MBCニュース

## 過去の出演番組

### NHK契約キャスター時代
NHK富山放送局（2012年度 - 2014年度）
NHK広島放送局（2015年度 - 2016年度）
- お好みワイドひろしま（NHK総合、2015年度 - 2016年度） - キャスター（隔週）

NHK福岡放送局（2017年度 - 2020年度）
- おはよう福岡（NHK総合、平日、2017年度）キャスター（佐々木理恵と隔週交代）
- おはよう九州沖縄（NHK総合、平日、2017年度） - キャスター（佐々木理恵と隔週交代）
- おはサタ!（NHK総合、土曜日、2017年度） - キャスター（佐々木理恵と隔週交代）
- ロクいち!福岡（NHK総合、2018年度 - 2020年度） - キャスター

NHK放送センター（2021年度）
- BSニュース・BSニュース4K+ふるさと（BS1、2021年度） - キャスター（ローテーション制）[2]
- NHK手話ニュース（Eテレ、2021年度）
- NHK手話ニュース845（Eテレ、2021年度）